# Prix Sang d’encre
Der Prix Sang d’encre (deutsch: „Tintenblut-Preis“) ist ein französischer Literaturpreis, der seit 1995 jährlich auf dem gleichnamigen Krimifestival Sang d’encre in Vienne vergeben wird. Ausgezeichnet werden der beste französischsprachige Roman eines Kriminalschriftstellers (Grand Prix), der in den letzten zwölf Monaten zur vorherigen Auflage des Krimifestivals (vom Juli des Vorjahres bis Juni) erschienen ist.
Der Sieger wird durch eine zehnköpfige Jury bestimmt, der ein Präsident, der Preisträger des Vorjahres, vorsteht. Bei Stimmengleichheit ist die zusätzliche Stimme des Jurypräsidenten für die Vergabe der Auszeichnung ausschlaggebend. Als Preis wird eine Reise ins Ausland vergeben. Unter den honorierten Autoren der letzten Jahre sind so bekannte Namen wie Jean-Claude Izzo, Prix-Mystère-de-la-critique-Preisträger Claude Amoz oder Jean-Hugues Oppel, Sieger des Grand prix de littérature policière 1996, vertreten.
Neben dem Grand Prix werden im Rahmen des Krimifestivals separat auch der Prix Sang d’encre des Lycéens (Krimipreis der örtlichen Oberschule), der Prix Gouttes de Sang D’encre (Leserpreis) sowie der in Zusammenarbeit mit dem Festival de la Bulle d'Or von Brignais initiierte Prix Bulle de Sang d’encre vergeben.

## Preisträger (Grand Prix)
2001 wurde einmalig neben dem regulären Preisträger eine spezielle Auszeichnung an Georges-Jean Arnaud vergeben, die sein Lebenswerk würdigte.
| Jahr | Preisträger           | Romantitel                                           | Deutscher Titel |
| ---- | --------------------- | ---------------------------------------------------- | --------------- |
| 1995 | Dominique Manotti     | Sombre sentier                                       | Hartes Pflaster |
| 1996 | Jean-Claude Izzo      | Chourmo                                              | Chourmo         |
| 1997 | Claude Amoz           | Le caveau                                            |                 |
| 1998 | Jean-Hugues Oppel     | Ténèbre                                              |                 |
| 1999 | Jacques Vettier       | Nécroprocesseurs                                     |                 |
| 2000 | Dominique Sylvain     | Vox                                                  |                 |
| 2001 | Marc-Alfred Pellerin  | N'oublie pas d'avoir peur                            |                 |
| 2002 | Maxime Chattam        | L'âme du mal                                         | Das Pentagramm  |
| 2003 | Colin Thibert         | Nébuleuse.org                                        |                 |
| 2004 | Romain Slocombe       | Averse d'automne                                     |                 |
| 2005 | Caryl Férey           | Utu                                                  |                 |
| 2006 | Catherine Fradier     | La colère des enfants déchus                         |                 |
| 2007 | Michel Bussi          | Omaha Crimes : Le polar du débarquement en Normandie |                 |
| 2008 | Roger Martin          | Jusqu'à ce que mort s'ensuive                        |                 |
| 2009 | Antonin Varenne       | Fakirs                                               | Fakire          |
| 2010 | Gianni Pirozzi        | Le Quartier de la Fabrique                           |                 |
| 2011 | Sylvie Granotier      | La Rigole du diable                                  |                 |
| 2012 | Olivier Barde Cabuçon | Casanova et la femme sans visage                     |                 |
| 2013 | Olivier Truc          | Le Dernier Lapon                                     |                 |
| 2014 | David-James Kennedy   | Ressacs                                              |                 |
| 2015 | Pascal Dessaint       | Le chemin s'arrêtera là                              |                 |
| 2016 | Jean-Luc Bizien       | La Trilogie des ténèbres                             |                 |
| 2017 | Hervé Jourdain        | Femme sur écoute                                     |                 |
| 2018 | Nicole Gonthier       | Peine Capitale                                       |                 |
| 2019 | Thomas Cantaloube     | Requiem pour une République                          |                 |
| 2020 | Nicolas Leclerc       | Le manteau de neige                                  |                 |
| 2021 | Gwenaël Bulteau       | La République des Faibles                            |                 |
| 2022 | Christophe Agnus      | L'Armée d'Edward                                     |                 |
| 2023 | Jean-Marc Souvira     | La porte du vent                                     |                 |
| 2024 | Laurent Guillaume     | Les dames de guerre                                  |                 |